# Noë Richter
Pour les articles homonymes, voir Richter.
Noë Richter (22 octobre 1922 - 27 février 2017) est un bibliothécaire français. 

## Biographie
Il est l'époux de Brigitte Letellier, directrice de la bibliothèque centrale de prêt de la Sarthe puis de la bibliothèque municipale du Mans et autrice d’un Précis de bibliothéconomie, qui connaît cinq éditions de 1976 à 1992.

## Carrière
Il obtient son baccalauréat au début de l'Occupation, puis reprend ses études en 1945. Il travaille en parallèle de celles-ci comme magasinier dans une bibliothèque associative. Il prépare le Diplôme technique de bibliothécaire tout en terminant un mémoire de maîtrise.
Il dirige la bibliothèque municipale de Mulhouse de 1950 à 1971. Il y crée une formation qui prépare au Certificat d'aptitude aux fonctions de bibliothécaires.
Il dirige en juillet 1968 la commission « Formation » des Assises nationales des bibliothèques.
En 1971, il est nommé directeur de l’École nationale supérieure de bibliothécaires, à la suite du départ à la retraite de Paule Salvan. En désaccord avec Étienne Dennery quant à la réouverture de l'école pour la rentrée 1974, qu'il estime précipitée, il démissionne la même année.
Il dirige ensuite la bibliothèque universitaire du Mans jusqu'en 1987, date de son départ à la retraite. Il y crée un centre régional de formation.
Yves Alix le qualifie de « personnalité très présente » dans la communauté des bibliothécaires des années 1960 aux années 1980. Passionné par l'histoire de la lecture et de ses institutions, il crée la « Société d’histoire de la Lecture » à Bernay, dans l’Eure, ainsi qu’une collection : « Matériaux pour une histoire de la lecture et de ses institutions ». La publication de son livre Les bibliothèques populaires aux éditions du Cercle de la librairie en 1978 participe à la redécouverte de celles-ci par la recherche. Ses travaux se sont cependant avant tout appuyés sur les publications professionnelles imprimées et moins sur les archives produites par les acteurs de l'histoire des bibliothèques populaires.

## Principales publications
- Les Bibliothèques populaires, Le Mans, Éd. du Cercle de librairie, 1978 ;
- Précis de bibliothéconomie, Paris et al., K. G. Saur, 1980, 3e éd. ;
- Bibliothèques et éducation permanente : de la lecture populaire à la lecture publique, Le Mans, Bibliothèque de l'Université du Maine, 1981 ;
- La lecture et ses institutions, t.1, La lecture populaire : 1700-1918, Bassac, Éd. Plein chant , 1987 ;
- La lecture et ses institutions, 1919-1989, t.2, La lecture publique, Bassac, Plein chant , 1989 ;
- Introduction à l'histoire de la lecture publique & à la bibliothéconomie populaire, Bernay, À l'enseigne de la queue du chat, 1995 ;
- L'œuvre des bons livres de Bordeaux : les années de formation : 1812-1840, Bernay, Société d'histoire de la lecture, 1997 ;
- Cinq siècles de lecture populaire : la formation du système de lecture français de la Renaissance à nos jours, Bernay, Société d'histoire de la lecture, 1998 ;
- Lecture populaire et ouvrière, lecture et travail, Bernay, Société d'histoire de la lecture, 1998 ;
- Les voies d'accès au livre : la problématique des fondateurs de la lecture populaire, 1760-1862, Bernay, Société d'histoire de la lecture, 1999 ;
- Les femmes et la lecture au dix-neuvième siècle, Bernay, Société d'histoire de la lecture, 2004 ;
- Bibliothéconomie populaire : le traitement du livre, Bernay, Société d'histoire de la lecture, 2005 ;
- La Société d'histoire de la lecture : dix années d'investigations, quatre index pour la recherche, Bernay, Société d'histoire de la lecture, 2009.